# Řepany
Řepany jsou malá vesnice, část obce Lubenec v okrese Louny. Nachází se asi 2 km na východ od Lubence. V roce 2011 zde trvale žilo 18 obyvatel.
Řepany leží v katastrálním území Drahonice u Lubence o výměře 5,44 km².

## Název
Název vesnic je odvozen z příjmení Řepa ve významu ves lidí Řepových. V historických pramenech se objevuje ve tvarech: de Rzepan (1360), de Rziepan (1382), de Zrziepan (1386), z Rzepan w Rzepanech (1434), in villis Rzepanech (1464) a z Řepan (1538).

## Historie
První písemná zmínka o vesnici pochází z roku 1360, kdy patřila Odolenovi z Řepan připomínanému ještě v roce 1400. Jeho mladší syn Zikmund Řepanský se během husitských válek stal příznivcem husitského hnutí, a na čas dokonce podporovatelem radikálního hnutí Adamitů. Zemřel roku 1428 a jeho manželka Markéta z Hrádku o šest let později v Žatci. Řepanské panství potom získali dva bratři, z nichž jeden byl Oldřich z Ležek. Jeho polovina později přešla na Jana Caltu z Kamenné Hory a od roku 1450 na Buška z Haugvic. V letech 1474–1488 se často připomínali Purkart a Hylbrant Muštové z Řepan. Okolo roku 1516 vesnici získal Jechonyáš Strojetický ze Strojetic, který si ji o třicet let později nechal vložit do desk zemských. V zápise se uvádí také zdejší tvrz.
Panství potom patřilo jeho potomkům Janovi (zmíněn roku 1600) a Václavovi, který tu žil ještě v roce 1628. Posledním majitelem z rodu Strojetických byl Purkart, který statek velmi zadlužil. Mezi léty 1670–1683 probíhala jednání o zadluženém panství, které nakonec koupil Antonín Jan Libštejnský z Kolovrat, ale o čtyři roky později je prodal Jiřímu Václavu Michnovi z Vacínova. V té době pravděpodobně zanikla nepotřebná tvrz. Stávala snad na kruhovém návrší obklopeném původně vodním příkopem, na které se vstupovalo po mostě z návsi naproti hospodářskému dvoru. Později bylo panství připojeno k Drahonicím a poté k Chyši.

## Obyvatelstvo
Při sčítání lidu v roce 1921 zde žilo 109 obyvatel (z toho 54 mužů), z nichž bylo šest Čechoslováků a 103 Němců. S výjimkou jednoho žida se hlásili k římskokatolické církvi. Podle sčítání lidu z roku 1930 měla vesnice 135 obyvatel: 27 Čechoslováků, 107 Němců a jednoho cizince. Kromě sedmi evangelíků byli římskými katolíky.
|                                                                       | 1869 | 1880 | 1890 | 1900 | 1910 | 1921 | 1930 | 1950 | 1961 | 1970 | 1980 | 1991 | 2001 | 2011 |
| --------------------------------------------------------------------- | ---- | ---- | ---- | ---- | ---- | ---- | ---- | ---- | ---- | ---- | ---- | ---- | ---- | ---- |
| Obyvatelé                                                             | 113  | 148  | 126  | 130  | 130  | 109  | 135  | 58   | 45   | 39   | 30   | 21   | 20   | 18   |
| Domy                                                                  | 16   | 16   | 18   | 18   | 18   | 18   | 19   | 15   | .    | 9    | 8    | 10   | 13   | 6    |
| Počet domů z roku 1961 je zahrnut v celkovém počtu domů obce Lubenec. |      |      |      |      |      |      |      |      |      |      |      |      |      |      |

## Galerie

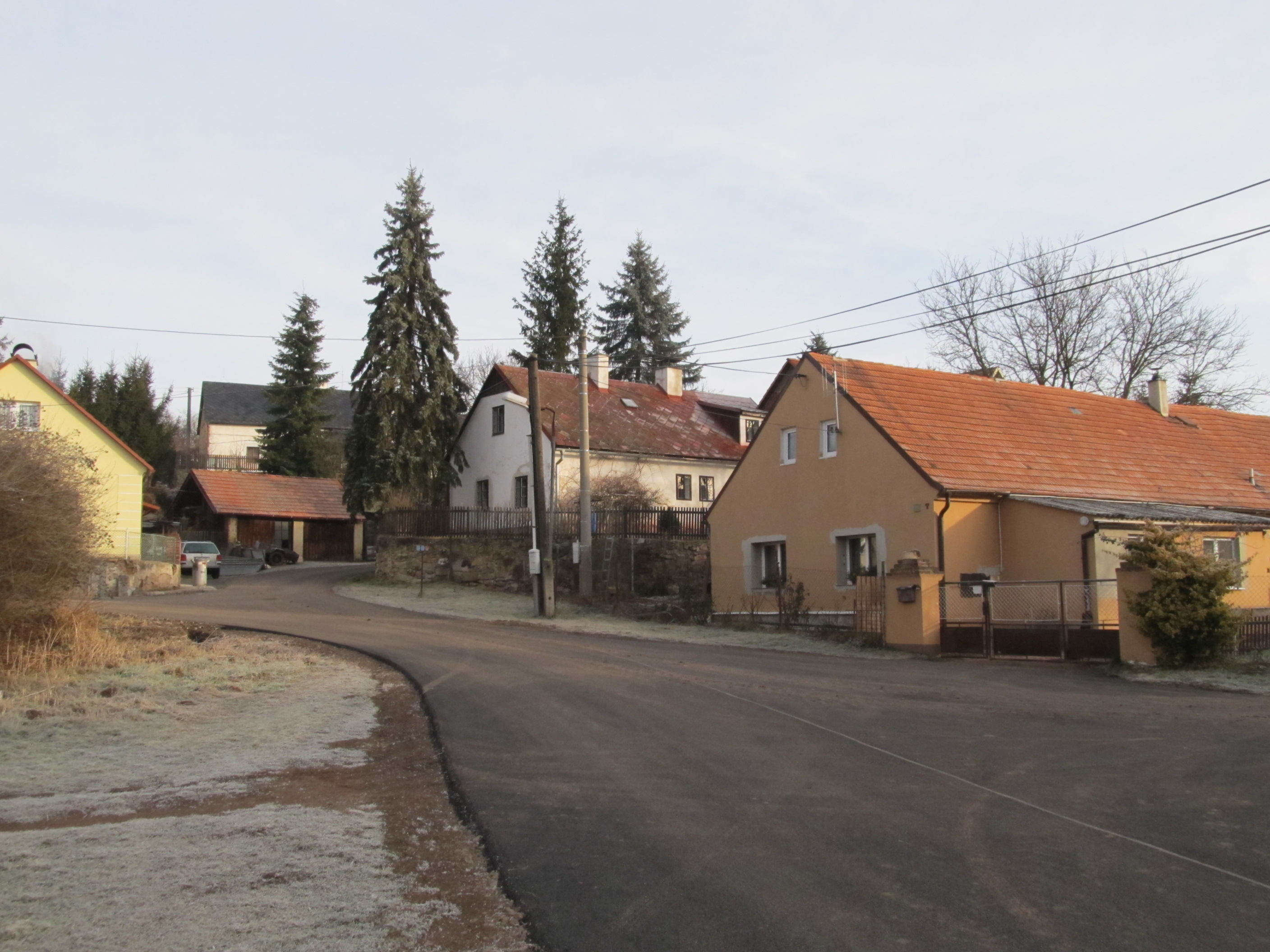
Průjezdní ulice
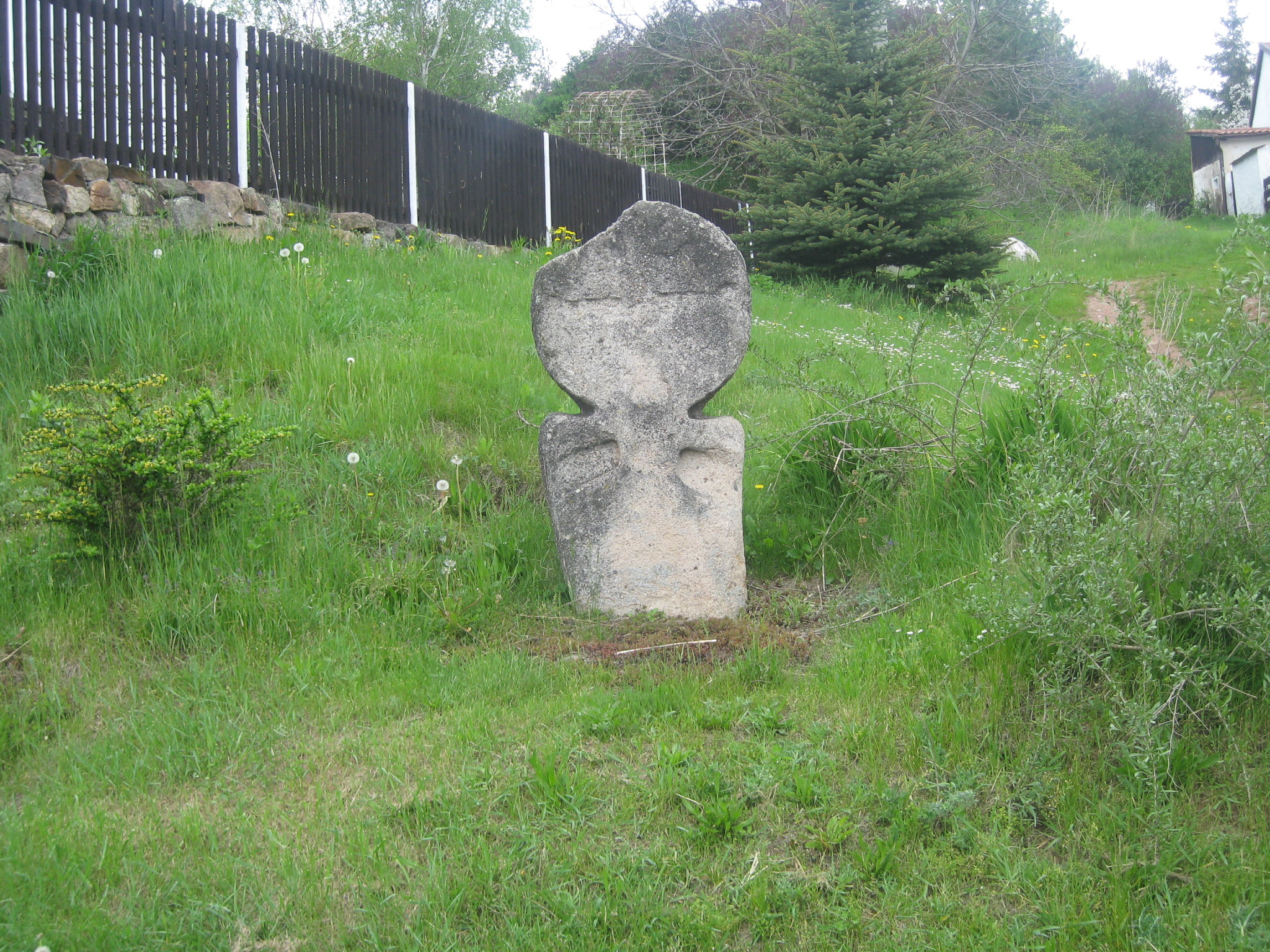
Smírčí kříž
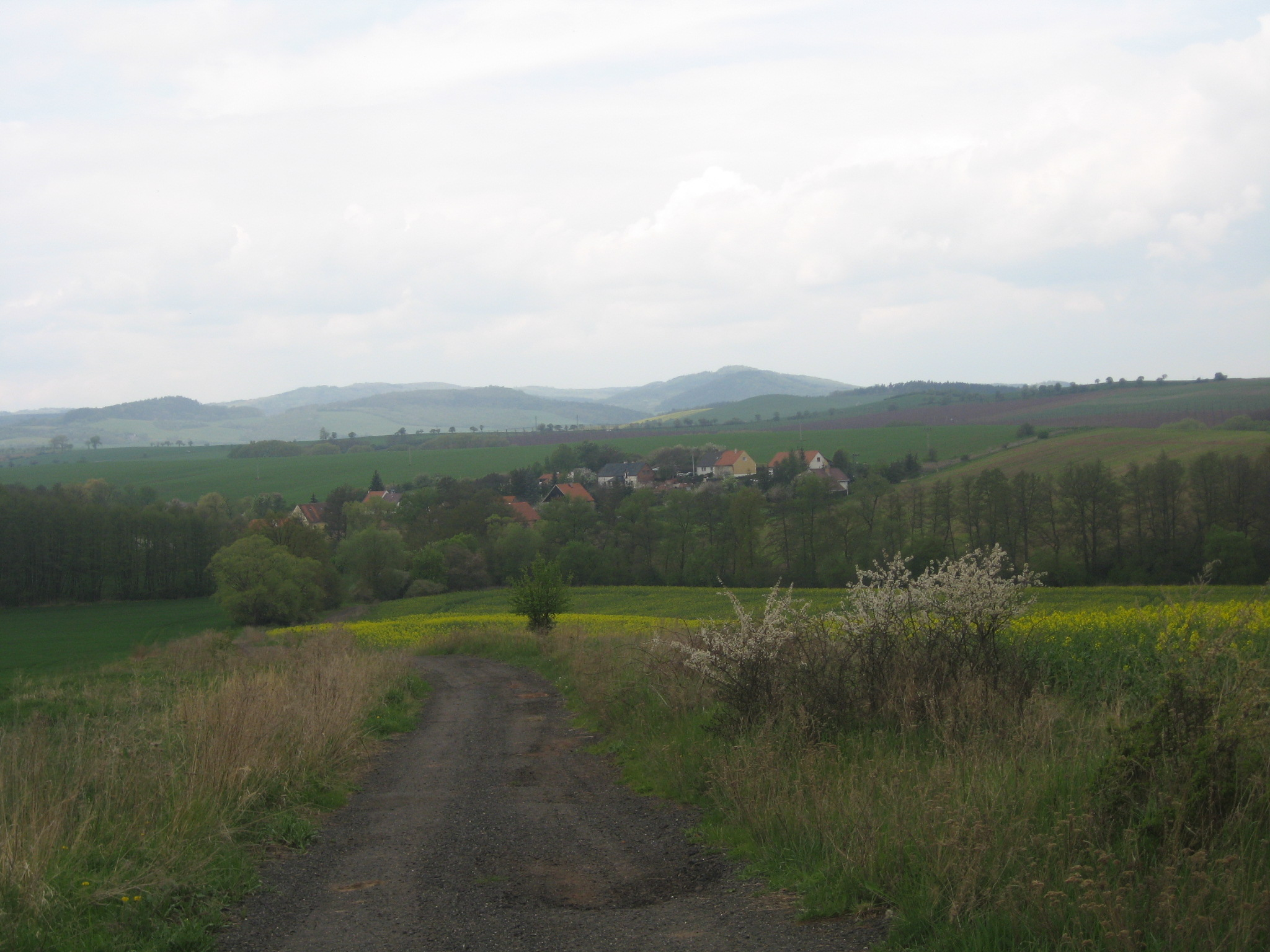
Vesnice s Doupovskými horami